# Marco Apicella
Marco Apicella, född 7 oktober 1965 i Sasso Marconi nära Bologna, är en  italiensk racerförare. 
Apicella körde ett formel 1-lopp för Jordan, Italiens Grand Prix 1993, vilket han fick bryta efter en kollision strax efter start.

## F1-karriär
| Säsong | Stall/Tillverkare | Poäng | Placering |
| ------ | ----------------- | ----- | --------- |
| 1993   | Jordan-Hart       | 0     | –         |